# AGERPRES
Agenția Națională de Presă AGERPRES este cea mai veche agenție de presă românească și totodată prima agenție autonomă din România. A fost înființată în martie 1889, la inițiativa ministrului de externe Petre P. Carp, sub numele de  Agenția Telegrafică a României sau Agenția Română, cu rolul de a difuza în țară un „serviciu exact și rapid a tuturor știrilor de interes general sau special”.

## Istoric
Agenția Telegrafică a României a funcționat până la sfârșitul anului 1916, reînființarea ei având loc după Primul Război Mondial. Astfel, la 16 iunie 1921 s-a constituit Agenția „Orient-Radio”, „îngrijindu-se numai de interesul general și de acela al abonaților săi”.
În 1926 a avut loc o nouă reorganizare a agenției, când Parlamentul României a decis trecerea la denumirea RADOR – Agenție de informații telegrafice. Ulterior, în anul 1949, prima agenție de presă din România a devenit AGERPRES.
În 1990, s-a înființează ROMPRES, iar șase ani mai târziu ROMPRES a devenit membră a Alianței Europene a Agențiilor de Presă (EANA).
Primul site al Agenției Naționale de Presă a fost lansat în 1999.
Agenția Națională de Presă a revinit la numele de „AGERPRES” în iulie 2008, în urma modificării legii nr. 19/2003 privind organizarea și funcționarea Agenției Naționale de Presă ROMPRES.
AGERPRES deține cea mai mare arhivă de fotografii din România, precum și un Serviciu Foto Intern și Extern ce oferă, în timp real, peste 1000 de fotografii.
În 17 septembrie 2013, AGERPRES a trecut printr-un proces de rebranding ce a constat în orientarea către mediul online, îmbogățirea zonei multimedia cu o platformă video interactivă și introducerea conceptului de jurnalist complet.

## Controverse
În mai 2019, ziaristul de investigație Cătălin Tolontan a anunțat că pe 11 august 2018, a doua zi după mitingul Diasporei împotriva Guvernului PSD-ALDE, Agerpres a furnizat toate filmările și fotografiile cu manifestanții din 10 august la cererea poliției subordonată ministrului de interne Carmen Dan, în baza unei simple cereri a Poliției, prin decizia directorului general adjunct al Agerpres, Cristina Tatu. Șeful departamentului video a refuzat inițial, spunând că se va conforma doar unei ordonanțe a procurorilor, iar jurnaliști anonimi din interior, citați de Tolontan, ar fi considerat predarea documentelor „un act obedient către Carmen Dan și o trădare a interesului public”, în condițiile în care ei considerau că „se pregătea represiunea împotriva manifestanților”.